# سوزان روچچویچ
سوزان روچچویچ (انگلیسی: Susan Rojcewicz؛ زادهٔ may ۲۹, ۱۹۵۳ (۷۱ سال)) ورزشکار بسکتبال اهل ایالات متحده آمریکا است.
وی در مسابقات کشوری و بین‌المللی در مجموع برندهٔ ۱ مدال طلا، ۱ مدال نقره شده‌است.